# Outer Harbor
Outer Harbour è un sobborgo nello stato dell'Australia Meridionale situato all'estremità settentrionale della penisola di Lefevre a circa 22 chilometri (14 mi) a nord-ovest del centro di Adelaide.

## Descrizione
Outer Harbour è essenzialmente un sobborgo industriale, costituito per la maggior parte da infrastrutture marittime e di trasporto. Amministrativamente si trova nella local government area (LGA) di città di Port Adelaide Enfield che include il promontorio di Pelican Point. È delimitato a est da Osborne, a sud-ovest da North Haven e nel resto delle direzioni dal fiume Port.
Il canale Light, dal nome del fondatore di Adelaide il colonnello William Light, si trova sul fiume Port tra Pelican Point e l'isola di Torrens.

## Popolazione
Nel censimento australiano del 2016 sono state registrate 12 persone come residenti a Outer Harbour e nella parte adiacente del sobborgo di Osborne.

## Infrastrutture e trasporti
La principale forma di trasporto pubblico a Outer Harbour è la linea ferroviaria di Outer Harbour che collega l'area al centro della città di Adelaide. Il suo capolinea è la stazione di Outer Harbour, situata accanto al campo da golf di North Haven e al terminal passeggeri d'oltremare.
Fino agli anni '70 Outer Harbour era una località relativamente isolata, separata da Largs Bay e Taperoo attraverso diversi chilometri di dune di sabbia sparse e boscaglia. Oltre alla ferrovia, solo una strada a senso unico dava accesso al porto. Le sezioni di quella strada hanno attualmente quattro nomi diversi: Lady Gowrie Drive, Lady Ruthven Drive, Oliver Rodgers Road e Victoria Road. Dagli anni '30 una caratteristica singolare di questa strada è che è delimitata da un impressionante viale di pini Norfolk.
La linea 330 di autobus serve l'area, un servizio ad anello che si interconnette con altri servizi di autobus nella vicina North Haven. I servizi sono forniti dalla Adelaide Metro.

## Storia
Outer Harbour fu istituito solo all'inizio del XX secolo, a causa delle dimensioni crescenti delle navi e del tempo impiegato per navigare dal fiume Port fino all'avamporto di Port Adelaide. La prima nave ad attraccare lì fu la RMS Oruba il 16 gennaio del 1908. Il canale di navigazione che conduceva al porto esterno è stato dragato a una profondità di 14,2 m per ospitare le navi di dimensioni Panamax  e il completamento dei lavori si è concluso nel febbraio 2006.
Il terminal passeggeri di Outer Harbour serve un numero sempre più crescente di navi da crociera che visitano Adelaide e nella stagione 2012 ci sono stati 27 arrivi.
L'ufficio postale di Outer Harbour fu aperto il 9 maggio 1910 e chiuso nel 1973.
Gran parte dell'estremità settentrionale della penisola di Lefevre, che conduce a Outer Harbor, è rimasta in dune di sabbia fino agli anni '70 data in cui dettero inizio ad uno sviluppo abitativo e portuale chiamato North Haven. Di conseguenza, l'intera penisola è ora fusa in un'unica conurbazione.
La stazione dei piloti di Outer Harbour ormai storica è iscritta nel registro del patrimonio sud australiano.

## Amministrazione
Outer Harbour si trova nella divisione federale di Hindmarsh, il distretto elettorale statale di Port Adelaide e l'area di governo locale (local government area) di città di Port Adelaide Enfield.

## Infrastrutture e servizi
Outer Harbour ospita l'attracco container n. 6, il terminal passeggeri d'oltremare e il quartier generale della Royal South Australian Yacht Squadron. Usufruisce della Dry Creek-Port Adelaide, una linea ferroviaria mercantile che carica e scarica merci verso i terminal di spedizione.
Alcuni aeromobili dell'aviazione generale che si preparano ad atterrare all'aeroporto di Parafield sorvolano l'area del porto esterno.